# 阿氏棘花鮨
阿氏棘花鮨（學名：Plectranthias alleni），又稱阿氏棘花鱸，為輻鰭魚綱鱸形目鱸亞目鮨科的其中一種，分布於西澳大利亞海域，棲息深度62-256公尺，體長可達6.3公分，生活在大陸棚，為底棲性魚類，屬肉食性，生活習性不明。